# Бегбелий Агтаков
Мурза Пелымского княжества, известный своими набегами против Строгановых.

## Биография
Бегбелий Агтаков, был мурзой вогулов (манси), проживавших в Пелымском княжестве.
Совершил налет на вотчины Строгановых по Чусовой и Сылве в 1572 г. В конечном счете он потерпел поражение и Бегбелий с остатками его отряда отправился обратно в Пелым.

 
«…Нечаянно подошёл под Чусовской Строгановский городок и оттоль, учиняя нападение на Сылвенский острожек и прочие и селения и деревни, и многие выжег и разорил и убиение учинил», 
  — писал в 1761 году строгановский историк П. С. Икосов. 

В следующем 1573 году в честь этого был отправлен карательный поход Строгановых по Чусовой, опустошив юрты вогулов.
В 1573 после карательного похода Строгановых, Бегбелий Агтаков при поддержке Маметкула совершил ещё один набег на Строгановых
В 1580 году он вновь напал на строгановские владения, но попал в плен. Бегбелий Агтаков дал обещание не устраивать нападений, и русские отпустили его.
В 1581 году из-за "грабёжей и угнетей приуральских племен" Бегбелий Агтаков с 680 воинами поднял восстание, на этот раз разорив жителей Сылвы и Чусовой и угнав некоторых в плен. Однако восстание было подавленно.

 
Между тем союзные Кучуму вогулы продолжали набеги. Летом 1581 г. «безбожный мурза» Бегбелий Агтаков с вогулами и «со иными многими» пограбил погосты и деревни по Чусовой и Сылве и многих угнал в рабство. Строгановы организовали погоню. Многих «поимаша и побиша», поймали и Бегбелия.

Позже Бегбелий Агтаков был взят в плен и отправлен в Москву.

## См.также
Пелымское княжество
Сибирское ханство
Кучум
Война Строгановых